# Вокзал Вупперталь
Вуппертальский вокзал (нем. Wuppertal Hauptbahnhof) — главный железнодорожный вокзал в городе Вуппертале (федеральная земли Северный Рейн-Вестфалия). По немецкой системе классификации вокзал Вупперталя относится к категории 2.

## История

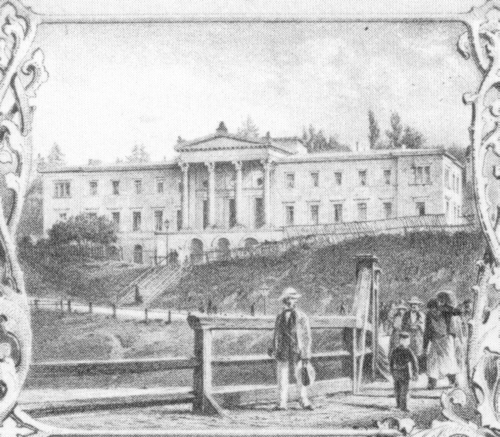
Вуппертальский вокзал в 1855 году

В 1841 году был запущен в эксплуатацию железнодорожный участок Дюссельдорф-Эльберфельд. Это был первый в западной Германии и второй в Пруссии участок железной дороги, оснащенный локомотивами на паровой тяге. В 1847 году Бранденбургской железнодорожной компанией этот участок был продлён через Хаген до Дортмунда.

Очень быстро здание станции Эльберфельда перестало удовлетворять требованиям возросшего пассажиропотока, в связи с чем в 1848 году было открыто новое здание вокзала — монументальное трёхэтажное здание в стиле классицизма с античным портиком, опирающемся на коринфские колонны. Это здание, сохранившееся до сего дня, является одним из старейших вокзальных зданий в Германии.

Уже через год вокзал был переименован в Elberfeld-Döppersberg, а накануне первой мировой войны вокзал получил название Elberfeld Hauptbahnhof (главный вокзал). 1 августа 1929 года Эльберфельд вошел в состав новообразованного города Бармен-Эльберфельд, который через год получил новое имя — Вупперталь. В связи с этим вокзал был переименован в Wuppertal-Elberfeld. И только в 1992 году вокзал получил своё современное имя — Wuppertal Hauptbahnhof.

30 июня 2009 года была начата масштабная модернизация вокзала, которая должна завершиться в 2016 году. Deutsche Bahn AG на эту модернизацию выделил 12,4 млн. евро.

## Движение поездов по станции Вупперталь

### ICиICE
| Линия  | Маршрут |
| ------ | --- |
| ICE 10 | Берлин (Восточный вокзал) — Ганновер — Билефельд — Хамм — Дортмунд — Хаген — Вупперталь — Кёльн — Мессе/Дойц — Кёльн — Аэропорт «Кёльн-Бонн»                                                                                |
| ICE 31 | Киль — Гамбург — Бремен — Оснабрюк — Мюнстер — Дортмунд — Хаген — Вупперталь — Дюссельдорф — Кёльн — Бонн — Кобленц — Майнц — Франкфурт-на-Майне — Вюрцбург — Нюрнберг — Мангейм — Карлсруэ — Оффенбург — Фрайбург — Базель |
| ICE 42 | Дортмунд — Вупперталь — Золинген — Кёльн — Франкфурт-на-Майне — Мангейм — Штутгарт — Мюнхен |
| ICE 43 | Ганновер — Билефельд — Хамм — Дортмунд — Хаген — Вупперталь — Кёльн — Франкфурт-на-Майне — Мангейм — Карлсруэ — Оффенбург — Фрайбург — Базель                                                                               |
| ICE 91 | Дортмунд — Хаген;— Вупперталь — Золинген — Кёльн — Бонн — Кобленц — Майнц — Франкфурт-на-Майне — Вюрцбург — Нюрнберг — Регенсбург — Пассау — Линц                                                                           |
| IC 31  | Гамбург — Мюнстер — Дортмунд — Хаген — Вупперталь — Золинген — Кёльн — Франкфурт-на-Майне — Нюрнберг — Пассау |
| IC 55  | Лейпциг — Галле — Брауншвейг — Ганновер — Билефельд — Хамм — Дортмунд — Хаген — Вупперталь — Золинген — Кёльн |

### RE,RBиS-Bahn
| Линия | Название                  | Маршрут                                                                                             |
| ----- | ------------------------- | --------------------------------------------------------------------------------------------------- |
| RE 4  | Wupper-Express            | Ахен — Мёнхенгладбах — Нойс — Дюссельдорф — Вупперталь — Швельм — Хаген —Виттен — Дортмунд          |
| RE 7  | Rhein-Münsterland-Express | Крефельд — Нойс — Кёльн — Кёльн–Мессе/Дойц — Золинген — Вупперталь — Хаген — Хамм — Мюнстер — Райне |
| RE 13 | Maas-Wupper-Express       | Венло — Фирзен — Мёнхенгладбах — Дюссельдорф — Вупперталь — Хаген — Хамм                            |
| S 7   | Der Müngstener            | Золинген — Ремшайд — Вупперталь                                                                     |
| RB 48 | Rhein-Wupper-Bahn         | Бонн — Кёльн — Кёльн-Мессе/Дойц — Золинген — Вупперталь                                             |
| S8    | S-Bahn Rhein-Ruhr         | Хаген — Вупперталь — Вупперталь-Вохвинкель — Дюссельдорф — Нойс — Мёнхенгладбах                     |
| S9    | S-Bahn Rhein-Ruhr         | Хальтерн-ам-Зе — Боттроп — Эссен — Фельберт — Вупперталь                                            |